# Бурганов, Игорь Александрович
И́горь Алекса́ндрович Бурга́нов (род. 14 июля 1973, Москва) — российский скульптор, заслуженный художник Российской Федерации (2003), Академик РАХ 2023; член-корреспондент Российской академии художеств (2007), кандидат искусствоведения. Профессор Международной академии архитектуры, архитектор, ювелир.

## Биография
Сын скульптора Александра Бурганова. Учился в Московской средней художественной школе. Окончил Московский государственный художественно-промышленный университет имени С. Г. Строганова.
Игорь Бурганов ведёт большую научную работу, выпустил ряд статей в специализированных журналах, является автором книг и учебных пособий по вопросам искусствоведения. Возглавляет «Академию искусств Игоря Бурганова», «Центр Арт-терапии».  Живёт и работает в Москве.
Лауреат премии Москвы по архитектуре за реализацию своей концепции жилого района «Синяя Птица» совместно с архитектором Лютомским Николаем Вадимовичем. Защитил — Степень Кандидата наук искусствоведения, диссертация по теме «Малые музеи в конце 20 века». Является автором статей по арт-терапии. В 2003 году Указом президента Путина В. В. присвоено звание — Заслуженный художник РФ. Профессор МГХПУ им. С. Г. Строганова и Профессор Международной академии архитектуры.
И. А. Бурганов руководил и принимал непосредственное участие в авторском коллективе по созданию:
- памятника «А. С. Пушкин» в Вашингтоне (США);
- памятника А. С. Пушкину в Ижевске;
- композиции «Пушкин и Натали» на Старом Арбате в городе Москве;
- памятника Лесе Украинке в Москве;
- памятника Елене Гнесиной в Москве;
- памятника «Российским гражданам России», в районе Куанте-Льеж (Бельгия)[5];
- скульптурной композиции «Птица Счастья» перед Московской Хоральной Синагогой;
- памятника «Ф. Гнесина» на Поварской улице в Москве;
- памятника «Химчанам, отдавшим жизнь за Родину 1941—1945»;
- памятного знака «Рукопожатие в космосе» (совместно с Алексеем Комовым и Юрием Менчицем)[6];
- стелы «Крюково — район воинской доблести» (совместно с архитектором Алексеем Комовым и конструктором Игорем Гриншпуном)[7];

Участник и организатор крупных международных выставок в Швейцарии («ООН в Женеве» — 2004 год), в Бельгии («Дом Бурганова в Брюсселе» — 2004 год), во Франции («Традиция» Париж — 2007 год).

## Скульптурные работы
- Городская скульптура "Синяя птица"
- Памятник Российским воинам в Бельгии. Куанте, 2001.
- Портрет императора Николая II. Бронза. 73x52x24 см. 1987.
- Портрет Патриарха Алексия II. 2000. Бронза.70x35x35 см
- Портрет Дмитрия Донского
- Портрет Тютчева Ф. И.
- Портрет "Оксана". Мрамор. 52x30x25 см
- Памятная доска Фёдоровой Т. В.
- Предстоящая. Гипс.205x100 см. 1998
- Мемориальная доска А.И.Горголюк   скульптор Бурганов И.А.
- Химки памятник  отдавшим жизнь за Родину  скульптор Бурганов И.А.
- Скульптура "Конь" город Бронницы
- Мемориальная доска экс-мэру Москвы Юрию Михайловичу Лужкову, установленная на доме, где он жил последние годы жизни.
- Мемориальная доска Герою Советского Союза Виктору Михайловичу Юдину.
- Мемориальная доска Пепеляеву Е.Г.
- Памятный знак "Рукопожатие в космосе".
- Стела "Крюково - район воинской доблести".
- Мемориальная доска Герою Советского Союза Ф. В. Акулишнину
- Мемориальная доска Герою Советского Союза Н. В. Челнокову
- Мемориальная доска Герою Советского Союза Ф. И. Винокурову

## Ковры
- Восход. 2004 год. Ручная работа. Гобелен. 240х200 см.
- Рука. 2004 год. Ковёр. Ручная работа. 120х160 см.
- Птицы. 2006 год. Ручная работа. Гобелен. 240х200 см.
- Девушка. 2011 год. Ковёр. Ручная работа. 200х250 см.
- Девушка. 2004 год. Ручная работа. Гобелен. 200х150 см.
- Притяжение планет. 2005 год. Ручная работа. Гобелен. 240х200 см.
- Птица. 2006 год. Ручная работа. Гобелен. 200х150 см.

## Ювелирные изделия
- Кольцо из коллекции "Космос"